# Mankayan
Mankayan est une municipalité des Philippines située dans la province de Benguet. Sa population était de 34 563 habitants en 2007. Sa superficie est de 130 km2, soit une densité de population de 265,9 hab./km.
Elle compte douze barangays :
- Balili ;
- Bedbed ;
- Bulalacao ;
- Cabiten ;
- Colalo ;
- Guinaoang ;
- Paco ;
- Palasaan ;
- Poblacion ;
- Sapid ;
- Tabio ;
- Taneg.